# Переход, Вячеслав Иванович
Вячеслав Иванович Переход (10 февраля 1887, Раков Пруссия — 26 мая 1964, Минск БССР СССР) — польский, русский, белорусский и советский лесовод, академик АН БССР (1950-64).

## Биография
Родился Вячеслав Переход 10 февраля 1887 года в посёлке Раков Пруссии (ныне — Люблинское воеводство, Польша). В 1911 году окончил Новоалександрийский институт сельского хозяйства в Пулавах, затем институт лесоводства в Харькове. В 1911 год переехал в Российскую Империю и с 1911 по 1919 год занимался преподавательской деятельностью и работал в ряде учебных заведений в Пскове, Костроме и Ветлуге. С 1920 года Вячеслав Иванович становится профессором ряда высших учебных заведений БССР и УССР. С 1928 года работал в НИИ лесоводства в Свердловске, Минске, Гомеле, Киеве и других городах. С 1949 по 1954 год занимает должность заведующего сектором леса, затем директора института леса АН БССР. С 1954 года — на пенсии.
Скончался Вячеслав Переход 26 мая 1964 года в Минске.

## Научные работы
Основные научные работы посвящены теоретическим проблемам лесохозяйственного производства, лесной статистике, экономической географии лесов и истории развития лесного хозяйства в СССР и БССР. Вячеслав Иванович — автор свыше 190 научных работ, а также 14 монографий и брошюр.
- Разработал лесоэкономическое районирование БССР, которое легло в основу Генерального плана развития лесного хозяйства БССР.
- Создал экономическое учение о лесе, которое получило широкое призвание в СССР.
- 1924 — Составил первые лесные таксы.

## Избранные научные труды и литература
- Переход В. И. Основы современного лесоводства.— Рига, 1915.
- Переход В. И. Лесная экономия.— Кострома, 1919.
- Переход В. И. Введение в учение о лесном хозяйстве.— Ветлуга, Ветлужск. внешкольный п/отд, 1920.— 20 стр.
- Переход В. И. Теория лесного хозяйства.— Минск, 1925, 2 изд.
- Нестерович Н. Д., Юркевич И. Д. Вячеслав Иванович Переход.— Вестник АН БССР (Весцi АН БССР) Серия биологических наук (Сер. біял. навук), 1956, № 4, с. 185—192.
- Переход В. И. Основы экономики лесоводства.
- Переход В. И. Экономическая география лесов БССР.— Минск: Звязда, 1958.— 32 с.

## Награды и премии
- 1949 — Знак почёта.
- 1951 — Орден Ленина.
- Ряд прочих научных медалей.

## Список использованной литературы
- Биологи. Биографический справочник.— Киев: Издательство Наук. думка, 1984.— 816 с.: ил
- Переход Вячеслав Иванович.В кн.: Лившиц, В.М., Цыганов, А.Р., Саскевич, П.А. Гордость и слава Белорусской государственной сельскохозяйственной академии.Профессора и выпускники: академики и члены-корреспонденты - Горки: 2017. - С.31-32. ISBN 978-985-467-707-1